# Кировский экономико-правовой лицей
Кировский экономико-правовой лицей (КЭПЛ) — кировское областное государственное общеобразовательное автономное учреждение с профильным изучением экономики и права в Кирове.
В сентябре 2013 года вошёл (на 17-м месте) в число 25 лучших средних учебных заведений России по версии Московского центра непрерывного математического образования. Занимает 14-е место в олимпиадном рейтинге Союза ректоров России по итогам 2012/2013 учебного года.

## История
В 1992 году на базе общеобразовательной школы № 24 города Кирова создана школа-лицей с углубленным изучением экономики и права. Учредителем выступила Администрация города Кирова. В 1993 году открыт IBM-совместимый компьютерный класс. В этом же году впервые проведён конкурс «Мисс лицея» среди учениц 9—11 классов. В 1995 году начинает издаваться лицейский научно-методический сборник «Шаги лицея».
В 1997 году завершено отделение лицея от школы. В 1999 году лицей становится базовой школой Государственного университета — Высшей школы экономики, в 2002 — базовой школой-лабораторией Российской академии образования. В 2002 году лицей подключён к интернету. В 2007 году заключён договор о сотрудничестве между КЭПЛ и Московским государственным университетом им. Ломоносова.

## Структура обучения
Большинство учеников поступает в пятый класс по прохождении специальных вступительных экзаменов и платных подготовительных курсов (необязательно). С восьмого класса происходит разделение на профили: социально-экономический, экономико-математический и историко-правовой. В восьмой класс также можно поступить по прохождении вступительных экзаменов.

## Кафедры
- Кафедра филологии.
- Кафедра иностранных языков.
- Кафедра математики, информатики.
- Кафедра естествознания.
- Кафедра профильных дисциплин.